# Jackson Martínez
Jackson Arley Martínez Valencia (* 3. Oktober 1986 in Quibdó) ist ein ehemaliger kolumbianischer Fußballspieler.

## Karriere

### Vereine

#### Independiente Medellín
Jackson Martínez’ Profikarriere begann 2004 bei Independiente Medellín. 2009 gewann er mit dem Verein die zweite Halbserie (Finalización) der kolumbianischen Meisterschaft. Für den Verein war es der fünfte Meistertitel.

#### Jaguares de Chiapas
Nach fünf Jahren bei Independiente wechselte Martínez 2009 in die erste mexikanische Liga zu den Jaguares de Chiapas. In seiner ersten Saison erzielte er neun Tore. 2011 gewann er mit dem Verein die Copa Mesoamericana, ein Turnier zwischen mexikanischen und zentralamerikanischen Mannschaften. Im Finale erzielte er drei Tore beim 4:1 gegen AD Isidro Metapán aus El Salvador. Mit fünf Toren wurde er Torschützenkönig des Turniers. Zu Beginn der Apertura 2012 wurde er Mannschaftskapitän der Jaguares. Mit 33 Toren ist er außerdem der zweiterfolgreichste Torschütze der Jaguares.

#### FC Porto
Martínez wechselte zur Saison 2012/13 für eine Ablösesumme von 8,8 Millionen Euro zum portugiesischen Meister FC Porto. Er unterschrieb einen bis 2016 gültigen Vierjahresvertrag mit einer Ausstiegsklausel von 40 Millionen Euro. In seinem ersten Pflichtspiel für den FC Porto im Supercup-Finale gegen Académica de Coimbra köpfte er in der 90. Minute den 1:0-Siegtreffer.
In seiner ersten Saison wurde Martínez mit 26 Saisontoren Torschützenkönig und holte mit seinem Klub die Meisterschaft.

#### Atletico Madrid
Zur Saison 2015/16 wechselte Martínez in die spanische Primera División zu Atlético Madrid. Er erhielt einen bis zum 30. Juni 2019 gültigen Vierjahresvertrag.

#### Guangzhou Evergrande
Anfang Februar 2016 wechselte er für eine Ablösesumme von 42 Millionen Euro zum chinesischen Club Guangzhou Evergrande. Er erhielt einen Vierjahresvertrag. In seinem ersten Spiel erzielte er ein Tor, das Spiel gegen Chongqing Lifan wurde jedoch mit 1:2 verloren. Seine weitere Zeit in China war, auch verletzungs- und operationsbedingt, wenig erfolgreich. Nur vier Treffer in 16 Spielen waren die magere Ausbeute nach zwei Jahren. Aus diesem Grund entschloss man sich im März 2018 den Vertrag aufzulösen. Anstatt den Vertrag dann aber aufzulösen, wurde Martínez nach Portugal an den Portimonense SC ausgeliehen. Auch dort konnte er wegen einer 2015 erlittenen langwierigen Knöchelverletzung, die ihn bereits in China massiv beeinträchtigt hatte, nur ein eingeschränktes Trainingsprogramm absolvieren.

#### Portimonense SC
Nach zwei Leihen an den portugiesischen Erstligisten wechselte Martínez 2019 schließlich zum Portimonense SC. Dort kam er bisher auf 10 Tore in 45 Einsätzen.

### Nationalmannschaft
Sein Debüt für die kolumbianische Nationalmannschaft gab er am 5. September 2009 beim Qualifikationsspiel für die Fußball-Weltmeisterschaft 2010 gegen Ecuador, bei dem er auch sein erstes Länderspieltor erzielte. Bei der Copa América 2011 gehörte er zum Kader Kolumbiens, absolvierte aber nur einen Kurzeinsatz. Bei der Fußball-Weltmeisterschaft 2014 in Brasilien wurde er dreimal eingesetzt und erzielte zwei Tore. Die Kolumbianer erreichten bei ihrer ersten WM-Teilnahme seit 1998 das Viertelfinale, das sie gegen den Gastgeber verloren.

## Erfolge und Titel
Independiente Meddelín
- Kolumbianischer Meister: Finalización 2009

Jaguares de Chiapas
- Copa Mesoamericana: 2011

FC Porto
- Portugiesischer Meister: 2013
- Portugiesischer Supercupsieger: 2012, 2013

Guangzhou Evergrande
- Chinesischer Meister: 2016[9], 2017
- Chinesischer Pokalsieger: 2016
- Chinesischer Supercupsieger: 2016, 2017

Auszeichnungen
- Kolumbianischer Fußballer des Jahres: 2010
- Torschützenkönig der Kolumbianischen Liga: 2009
- Torschützenkönig der Portugiesischen Liga: 2013, 2014, 2015